# Katterjåkk (rivier)
De Katterjåkk (Zweeds: Gatterjohka) is een afwateringsrivier binnen de Zweedse gemeente Kiruna. De ongeveer 2 km lange rivier zorgt ervoor dat het water uit het meer Katterjaure stroomt naar het Vassijaure. Katterjåkk kan gezien worden als een van de bronrivieren van de Torne. Waar de rivier de Europese weg 10 en de Ertsspoorlijn kruist ligt de halte Katterjåkk Turiststation.